# Il segreto della pietra di luce - Maat
Maat (La Place de vérité) è il quarto e ultimo libro della serie Il segreto della pietra di luce, uscito in Francia e in Italia nel 2000.

## Trama
A seguito di avvenimenti terribili, compresa la morte di Nefer, il capo della confraternita, il Luogo della Verità è a un passo dalla completa rovina: il traditore resta ancora sconosciuto e in circolazione, e la sfiducia imperversa nella confraternita. L'unica speranza è riposta in Paneb l'Ardente che viene nominato capo della confraternita quasi all'unanimità e pertanto incaricato di smascherare l'assassino e riportare la pace, ma solo Maat, la dea della giustizia, sa quale sorte sia riservata al Luogo della Verità e alla confraternita...

## Personaggi
- Nefer
- Paneb
- Claire

## Edizioni
- Christian Jacq, Il segreto della pietra di luce - Maat, traduzione di Mario Morelli, Mantova, Mondadori, 30 novembre 2000,  p. 373, ISBN 978-8804499244.